# Słowenia na Letnich Igrzyskach Olimpijskich 2020
Słowenia na Letnich Igrzyskach Olimpijskich 2020 – reprezentacja Słowenii na Letnich Igrzyskach Olimpijskich 2020 rozegranych w dniach 23 lipca – 8 sierpnia 2021 roku w Tokio. Był to 8 start reprezentacji Słowenii na letnich igrzyskach olimpijskich.
Słowenię reprezentowało 53 zawodników: 28 mężczyzn i 25 kobiet, co było najmniejszą liczbą od czasu Letnich Igrzysk Olimpijskich 1996. 
Chorążymi podczas ceremonii otwarcia byli Eva Terčelj i Bojan Tokič. Chorążym podczas ceremonii zamknięcia była zdobywczyni złotego medalu - Janja Garnbret.
Szefem Słoweńskiej Misji Olimpijskiej był Miroslav Cerar - gimnastyk, który zdobył złoty medal na Letnich Igrzyskach Olimpijskich 1964 w Tokio.
W 2021 roku po raz pierwszy w historii słoweńscy koszykarze wywalczyli awans na Igrzyska Olimpijskie. Swój debiut na IO zakończyli na czwartym miejscu.

## Zdobyte medale[8]
W Tokio słoweńscy sportowcy zdobyli trzy złote medale, co dla tej reprezentacji stanowi największą liczbę złotych medali na jakichkolwiek igrzyskach olimpijskich, letnich i zimowych. Z trzema złotymi medalami, jednym srebrnym i jednym brązowym, Słowenia osiągnęła swój najlepszy do tej pory dorobek medalowy na Letnich Igrzyskach.
| Medal  | Zawodnik        | Dyscyplina          | Konkurencja                         | Rezultat                                                   | Data       |
| ------ | --------------- | ------------------- | ----------------------------------- | ---------------------------------------------------------- | ---------- |
| Złoto  | Benjamin Savšek | Kajakarstwo górskie | slalom C-1 mężczyzn                 | 98,25 pkt                                                  | 26 lipca   |
| Złoto  | Primož Roglič   | Kolarstwo szosowe   | jazda indywidualna na czas mężczyzn | 55:04,19                                                   | 28 lipca   |
| Złoto  | Janja Garnbret  | Wspinaczka sportowa | kobiety                             | 5 pkt                                                      | 6 sierpnia |
| Srebro | Tina Trstenjak  | Judo                | waga do 63 kg kobiet                | W finale ulegla reprezentantce Francji Clarisse Agbegnenou | 27 lipca   |
| Brąz   | Tadej Pogačar   | Kolarstwo szosowe   | wyścig ze startu wspólnego mężczyzn | 6:06:33                                                    | 24 lipca   |

## Skład kadry

### Gimnastyka artystyczna
| Zawodniczka         | Konkurencja            | Eliminacje | Eliminacje | Eliminacje | Eliminacje | Eliminacje | Finał  | Finał | Finał   | Finał   | Finał | Pozycja | Źródło |
| Zawodniczka         | Konkurencja            | Obręcz     | Piłka      | Maczugi    | Skakanka   | Razem      | Obręcz | Piłka | Maczugi | Wstążka | Razem | Pozycja | Źródło |
| ------------------- | ---------------------- | ---------- | ---------- | ---------- | ---------- | ---------- | ------ | ----- | ------- | ------- | ----- | ------- | ------ |
| Ekaterina Vedeneeva | wielobój indywidualnie | 22,800     | 23,550     | 22,550     | 20,800     | 89,700     | NQ     | NQ    | NQ      | NQ      | NQ    | 16.     | [ 9 ]  |

### Golf
| Zawodnik   | Konkurencja | Runda 1 | Runda 2 | Runda 3 | Runda 4 | Łącznie | Łącznie | Łącznie | Źródło |
| Zawodnik   | Konkurencja | Wynik   | Wynik   | Wynik   | Wynik   | Wynik   | Par     | Pozycja | Źródło |
| ---------- | ----------- | ------- | ------- | ------- | ------- | ------- | ------- | ------- | ------ |
| Tia Babnik | kobiety     | 71      | 71      | 73      | 67      | 282     | - 2     | 34.     | [ 10 ] |

### Judo
| Zawodnik         | Konkurencja | 1/16                  | 1/8                    | Ćwierćfinał         | Półfinał            | Repasaże            | Finał / 3.miejsce    | Finał / 3.miejsce | Źródła |
| Zawodnik         | Konkurencja | Przeciwniczka Wynik   | Przeciwniczka Wynik    | Przeciwniczka Wynik | Przeciwniczka Wynik | Przeciwniczka Wynik | Przeciwniczka Wynik  | Pozycja           | Źródła |
| ---------------- | ----------- | --------------------- | ---------------------- | ------------------- | ------------------- | ------------------- | -------------------- | ----------------- | ------ |
| Adrian Gomboc    | -66 kg (m)  | Mungandu W 10-00      | Zantaraja W 01-00      | An Ba-ul P 00-10    | NQ                  | NQ                  | NQ                   | 7.                | [ 11 ] |
| Maruša Štangar   | -48 kg (k)  | Kang Yu-jeong W 10-01 | Pareto P 00-10         | NQ                  | NQ                  | NQ                  | NQ                   | 9.                | [ 12 ] |
| Kaja Kajzer      | -57 kg (k)  | Sumjaa W 01-00        | Lien Chen-ling W 10-00 | Gjakova P 00-11     | NQ                  | Nelson-Levy W 10-00 | Klimkait P 00-01     | 5.                | [ 13 ] |
| Tina Trstenjak   | -63 kg (k)  | Han Hee-ju W 01-00    | Cabaña W 10-00         | Barrios W 10-01     | Centracchio W 10-00 | N/A                 | Agbegnenou P 000-101 | srebro            | [ 14 ] |
| Anamari Velenšek | +78 kg (k)  | Cutro-Kelly W 11-00   | Altheman P 00-10       | NQ                  | NQ                  | NQ                  | NQ                   | 9.                | [ 15 ] |

### Kajakarstwo
| Zawodnik                              | Konkurencja   | Eliminacje | Eliminacje | Ćwierćfinały | Ćwierćfinały | Półfinały | Półfinały | Finał A/B | Finał A/B  | Pozycja | Źródło |
| Zawodnik                              | Konkurencja   | Czas       | Pozycja    | Czas         | Pozycja      | Czas      | Pozycja   | Czas      | Pozycja    | Pozycja | Źródło |
| ------------------------------------- | ------------- | ---------- | ---------- | ------------ | ------------ | --------- | --------- | --------- | ---------- | ------- | ------ |
| Anja Osterman                         | K-1 500 m (k) | 1:49,402   | 1.         | N/A          | N/A          | 1:54,235  | 5.        | 1:55,051  | 1. Finał C | 17.     | [ 16 ] |
| Špela Ponomarenko Janić               | K-1 500 m (k) | 1:50,498   | 4.         | 1:49,680     | 2.           | 1:54,710  | 6.        | 1:56,066  | 4. Finał C | 20.     | [ 16 ] |
| Špela Ponomarenko Janić Anja Osterman | K-2 500 m (k) | 1:48,509   | 4.         | 1:46,929     | 1.           | DNF       | DNF       | DNF       | DNF        | DNF     | [ 16 ] |

### Kajakarstwo górskie
| Zawodnik        | Konkurencja | Eliminacje | Eliminacje | Eliminacje | Eliminacje | Eliminacje | Eliminacje | Półfinały | Półfinały | Finał | Finał   | Pozycja | Źródło |
| Zawodnik        | Konkurencja | P 1        | M.         | P 2        | M.         | Razem      | M.         | Czas      | Miejsce   | Czas  | Miejsce | Pozycja | Źródło |
| --------------- | ----------- | ---------- | ---------- | ---------- | ---------- | ---------- | ---------- | --------- | --------- | ----- | ------- | ------- | ------ |
| Peter Kauzer    | K-1 (m)     | 93,04      | 4.         | 105,64     | 23.        | 93,04      | 11.        | 99,10     | 12.       | NQ    | NQ      | 12.     | [ 17 ] |
| Benjamin Savšek | C-1 (m)     | 98,82      | 1.         | 105,87     | 12.        | 98,82      | 2.         | 104,26    | 5.        | 98,25 | 1.      | złoto   | [ 17 ] |
| Eva Terčelj     | K-1 (k)     | 115,93     | 15.        | 109,11     | 9.         | 109,11     | 11.        | 162,48    | 24.       | NQ    | NQ      | 24.     | [ 17 ] |
| Alja Kozorog    | C-1 (k)     | 124,08     | 15.        | 113,07     | 7.         | 113,07     | 8.         | 129,72    | 12.       | NQ    | NQ      | 12.     | [ 17 ] |

### Kolarstwo

#### Kolarstwo szosowe
| Zawodnik      | Konkurencja                    | Czas     | Pozycja | Źródło |
| ------------- | ------------------------------ | -------- | ------- | ------ |
| Tadej Pogačar | wyścig ze startu wspólnego (m) | 6:06:33  | brąz    | [ 18 ] |
| Jan Polanc    | wyścig ze startu wspólnego (m) | 6:15:38  | 43.     | [ 18 ] |
| Jan Tratnik   | wyścig ze startu wspólnego (m) | 6:21:46  | 67.     | [ 18 ] |
| Primož Roglič | wyścig ze startu wspólnego (m) | 6:11:46  | 28.     | [ 18 ] |
| Primož Roglič | jazda indywidualna na czas (m) | 55:04:19 | złoto   | [ 18 ] |
| Eugenia Bujak | wyścig ze startu wspólnego (k) | 3:55:13  | 19.     | [ 19 ] |

#### Kolarstwo górskie
| Zawodnik     | Konkurencja       | Czas    | Pozycja | Źródło |
| ------------ | ----------------- | ------- | ------- | ------ |
| Tanja Žakelj | cross-country (k) | 1:24:38 | 21.     | [ 20 ] |

### Koszykówka
- Reprezentacja mężczyzn

| - Luka Rupnik - Aleksej Nikolić - Klemen Prepelič - Edo Murić - Mike Tobey - Jaka Blažič |  | - Gregor Hrovat - Žiga Dimec - Zoran Dragić - Vlatko Čančar - Jakob Čebašek - Luka Dončić |

| Drużyna  | Konkurencja | Faza grupowa      | Faza grupowa     | Faza grupowa     | Faza grupowa | Ćwierćfinały     | Półfinały        | Finał            | Pozycja | Źródło        |
| Drużyna  | Konkurencja | Przeciwnik Wynik  | Przeciwnik Wynik | Przeciwnik Wynik | Pozycja      | Przeciwnik Wynik | Przeciwnik Wynik | Przeciwnik Wynik | Pozycja | Źródło        |
| -------- | ----------- | ----------------- | ---------------- | ---------------- | ------------ | ---------------- | ---------------- | ---------------- | ------- | ------------- |
| Słowenia | mężczyźni   | Argentyna 118-100 | Japonia 116-81   | Hiszpania 95-87  | 1.           | Niemcy 94-70     | Francja 89-90    | Australia 93-107 | 4.      | [ 21 ] [ 22 ] |

### Lekkoatletyka
Konkurencje biegowe
| Zawodnik              | Konkurencja               | Eliminacje | Eliminacje | Półfinał | Półfinał | Finał   | Finał   | Źródło |
| Zawodnik              | Konkurencja               | Wynik      | Miejsce    | Wynik    | Miejsce  | Wynik   | Miejsce | Źródło |
| --------------------- | ------------------------- | ---------- | ---------- | -------- | -------- | ------- | ------- | ------ |
| Luka Janežič          | 400 m (m)                 | 45,44      | 5.         | 45,36    | 7.       | NQ      | NQ      | [ 23 ] |
| Maja Mihalinec Zidar  | 100 m (k)                 | 11,54      | 5.         | NQ       | NQ       | NQ      | NQ      | [ 24 ] |
| Maja Mihalinec Zidar  | 200 m (k)                 | 23,62      | 4.         | NQ       | NQ       | NQ      | NQ      | [ 25 ] |
| Anita Horvat          | 400 m (k)                 | 52,34      | 6.         | NQ       | NQ       | NQ      | NQ      | [ 26 ] |
| Klara Lukan           | 5000 m (k)                | DNF        | DNF        | N/A      | N/A      | NQ      | NQ      | [ 27 ] |
| Maruša Mišmaš-Zrimšek | 3000 m z przeszkodami (k) | 9:23,36    | 2.         | N/A      | N/A      | 9:14,84 | 6.      | [ 28 ] |

Konkurencje techniczne
| Zawodnik     | Konkurencja       | Kwalifikacje | Kwalifikacje | Finał | Finał   | Źródło |
| Zawodnik     | Konkurencja       | Wynik        | Miejsce      | Wynik | Miejsce | Źródło |
| ------------ | ----------------- | ------------ | ------------ | ----- | ------- | ------ |
| Kristjan Čeh | rzut dyskiem (m)  | 65,45        | 3.           | 66,37 | 5.      | [ 29 ] |
| Tina Šutej   | skok o tyczce (k) | 4,55         | 1.           | 4,50  | 5.      | [ 30 ] |

### Łucznictwo
| Zawodnik      | Konkurencja       | Runda rankingowa | Runda rankingowa | 1/32             | 1/16             | 1/8              | Ćwierćfinały     | Półfinały        | Finał            | Finał   | Źródło               |
| Zawodnik      | Konkurencja       | Wynik            | Miejsce          | Przeciwnik Wynik | Przeciwnik Wynik | Przeciwnik Wynik | Przeciwnik Wynik | Przeciwnik Wynik | Przeciwnik Wynik | Pozycja | Źródło               |
| ------------- | ----------------- | ---------------- | ---------------- | ---------------- | ---------------- | ---------------- | ---------------- | ---------------- | ---------------- | ------- | -------------------- |
| Žiga Ravnikar | indywidualnie (m) | 651              | 41.              | Nespoli P 0-6    | NQ               | NQ               | NQ               | NQ               | NQ               | 33.     | [ 31 ] [ 32 ] [ 33 ] |

### Pływanie
| Zawodnik    | Konkurencja         | Eliminacje | Eliminacje | Półfinał | Półfinał | Finał     | Finał   | Źródło |
| Zawodnik    | Konkurencja         | Czas       | Miejsce    | Czas     | Miejsce  | Czas      | Miejsce | Źródło |
| ----------- | ------------------- | ---------- | ---------- | -------- | -------- | --------- | ------- | ------ |
| Martin Bau  | 400 m dowolnym (m)  | 3:52,56    | 24.        | N/A      | N/A      | NQ        | NQ      | [ 34 ] |
| Martin Bau  | 800 m dowolnym (m)  | 8:04,79    | 32.        | N/A      | N/A      | NQ        | NQ      | [ 35 ] |
| Janja Šegel | 100 m dowolnym (k)  | 54,73      | 24.        | NQ       | NQ       | NQ        | NQ      | [ 36 ] |
| Janja Šegel | 200 m dowolnym (k)  | 1:58,38    | 17.        | NQ       | NQ       | NQ        | NQ      | [ 37 ] |
| Katja Fain  | 800 m dowolnym (k)  | 8:41,13    | 26.        | N/A      | N/A      | NQ        | NQ      | [ 38 ] |
| Katja Fain  | 1500 m dowolnym (k) | 16:35,92   | 30.        | N/A      | N/A      | NQ        | NQ      | [ 39 ] |
| Katja Fain  | 400 m zmiennym (k)  | 4:44,66    | 15.        | N/A      | N/A      | NQ        | NQ      | [ 40 ] |
| Spela Perse | 10 km (k)           | N/A        | N/A        | N/A      | N/A      | 2:08:33,0 | 24.     | [ 41 ] |

### Strzelectwo
| Zawodnik     | Konkurencja                         | Kwalifikacje | Kwalifikacje | Finał | Finał   | Źródło        |
| Zawodnik     | Konkurencja                         | Wynik        | Pozycja      | Wynik | Pozycja | Źródło        |
| ------------ | ----------------------------------- | ------------ | ------------ | ----- | ------- | ------------- |
| Živa Dvoršak | karabin pneumatyczny (k)            | 627,3        | 11.          | NQ    | NQ      | [ 42 ]        |
| Živa Dvoršak | karabin małokalibrowy 3 postawy (k) | 1173-58x     | 7.           | 406,2 | 7.      | [ 43 ] [ 44 ] |

### Taekwondo
| Zawodnik       | Konkurencja     | 1/8              | Ćwierćfinał      | Półfinał         | Repesaż           | Finał/3.miejsce  | Finał/3.miejsce | Źródło |
| Zawodnik       | Konkurencja     | Przeciwnik Wynik | Przeciwnik Wynik | Przeciwnik Wynik | Przeciwnik Wynik  | Przeciwnik Wynik | Pozycja         | Źródło |
| -------------- | --------------- | ---------------- | ---------------- | ---------------- | ----------------- | ---------------- | --------------- | ------ |
| Ivan Trajkovič | +80 kg mężczyzn | Obame W 26-5     | Łarin P 3-16     | NQ               | Taufatofua W 22-1 | In Kyo-don P 4-5 | 5.              | [ 45 ] |

### Tenis stołowy
| Zawodnik                            | Konkurencja           | Eliminacje       | Runda 1          | Runda 2          | Runda 3          | 1/8 finału               | Ćwierćfinały     | Półfinały        | Finał            | Finał   | Źródło |
| Zawodnik                            | Konkurencja           | Przeciwnik Wynik | Przeciwnik Wynik | Przeciwnik Wynik | Przeciwnik Wynik | Przeciwnik Wynik         | Przeciwnik Wynik | Przeciwnik Wynik | Przeciwnik Wynik | Pozycja | Źródło |
| ----------------------------------- | --------------------- | ---------------- | ---------------- | ---------------- | ---------------- | ------------------------ | ---------------- | ---------------- | ---------------- | ------- | ------ |
| Darko Jorgić                        | gra pojedyncza (m)    | N/A              | N/A              | Robles W 4-3     | Pitchford W 4-2  | Harimoto W 4-3           | Lin Yun-ju P 0-4 | NQ               | NQ               | 5.      | [ 46 ] |
| Bojan Tokić                         | gra pojedyncza (m)    | N/A              | N/A              | Pucar W 4-0      | Calderano P 1-4  | NQ                       | NQ               | NQ               | NQ               | 17.     | [ 46 ] |
| Darko Jorgić Bojan Tokić Deni Kožul | turniej drużynowy (m) | N/A              | N/A              | N/A              | N/A              | Korea Południowa · P 1-3 | NQ               | NQ               | NQ               | 9.      | [ 47 ] |

### Wspinaczka sportowa
| Zawodnik       | Konkurencja | Kwalifikacje           | Kwalifikacje | Kwalifikacje | Kwalifikacje | Kwalifikacje | Finał                  | Finał      | Finał       | Finał  | Pozycja | Źródło        |
| Zawodnik       | Konkurencja | Wyniki                 | Wyniki       | Wyniki       | Punkty       | Miejsce      | Wyniki                 | Wyniki     | Wyniki      | Punkty | Pozycja | Źródło        |
| Zawodnik       | Konkurencja | Wspinaczka na szybkość | Bouldering   | Prowadzenie  | Punkty       | Miejsce      | Wspinaczka na szybkość | Bouldering | Prowadzenie | Punkty | Pozycja | Źródło        |
| -------------- | ----------- | ---------------------- | ------------ | ------------ | ------------ | ------------ | ---------------------- | ---------- | ----------- | ------ | ------- | ------------- |
| Janja Garnbret | kobiety     | 14                     | 1            | 4            | 56           | 1.           | 5                      | 1          | 1           | 5      | złoto   | [ 48 ] [ 49 ] |
| Mia Krampl     | kobiety     | 18                     | 14           | 7            | 1764         | 18.          | NQ                     | NQ         | NQ          | NQ     | 18.     | [ 48 ] [ 49 ] |

### Żeglarstwo
| Zawodnik                   | Konkurencja | Wyścig | Wyścig | Wyścig | Wyścig | Wyścig | Wyścig | Wyścig | Wyścig | Wyścig | Wyścig | Wyścig | Wyścig | Wyścig | Punkty | Finałowa pozycja | Źródło |
| Zawodnik                   | Konkurencja | 1      | 2      | 3      | 4      | 5      | 6      | 7      | 8      | 9      | 10     | 11     | 12     | M*     | Punkty | Finałowa pozycja | Źródło |
| -------------------------- | ----------- | ------ | ------ | ------ | ------ | ------ | ------ | ------ | ------ | ------ | ------ | ------ | ------ | ------ | ------ | ---------------- | ------ |
| Tina Mrak Veronika Macarol | 470         | 8      | 16     | 6      | 9      | 4      | 7      | 3      | 9      | 2      | 7      | N/A    | N/A    | 14     | 69     | 5.               | [ 50 ] |
| Žan Luka Zelko             | Laser       | 8      | 23     | 29     | 17     | 31     | 36 RET | 20     | 26     | 5      | 19     | N/A    | N/A    | NQ     | 178    | 26.              | [ 51 ] |

M – Wyścig medalowy